# Đa Phúc (phường)
Đa Phúc là một phường thuộc quận Dương Kinh, thành phố Hải Phòng, Việt Nam.

## Địa lý
Địa giới hành chính phường Đa Phúc: Đông giáp phường Hưng Đạo; Tây giáp quận Kiến An; Nam giáp huyện Kiến Thụy; Bắc giáp quận Lê Chân (quận) và quận Kiến An.
Phường Đa Phúc có diện tích 5,96 km², dân số năm 2007 là 9666 người và mật độ dân số đạt 1.622 người/km².
Phường Đa Phúc được tách ra từ Kiến Thụy sang Quận Dương Kinh, trong đó thôn Phúc Hải được phân chia thành các tổ dân phố Phúc Hải, Phúc Hải 1, Phúc Hải 2, Phúc Hải 3, Phúc Hải 4 và Phúc Hải 5. Ngoài ra còn có các Tổ dân phố khác như Quảng Luận, Lãm Hải, Vân Quan